# Бунин, Борис Николаевич
Борис Николаевич Бунин (1932—2007) ― российский инженер — ядерный физик, научный сотрудник Лаборатории нейтронной физики им. И. М. Франка ОИЯИ, Лауреат премии Правительства РФ в области науки и техники.

## Биография
Родился 31.10.1932 г. в городе Лебедянь Липецкой области.
В 1955 г. окончил МГУ, после чего до 1958 г. работал в НИИ Министерства оборонной промышленности.
С 1959 г. инженер Лаборатории нейтронной физики ОИЯИ. С 1970 г. руководитель службы СУЗ и КИП реактора ИБР-2.
Специалист в области физики реакторов, управлении реакторами. Принимал непосредственное участие в разработке, создании и эксплуатации аппаратуры СУЗ и КИП реакторов ИБР, ИБР-30 и ИБР-2. Руководил проектированием, монтажом и пусконаладочными работами всех систем контроля, управления и защиты реактора ИБР-2.
Лауреат премии Правительства РФ в области науки и техники.
Награждён орденом «Знак Почёта», медалями «За доблестный труд. В ознаменование 100-летия со дня рождения В. И. Ленина», «В память 850-летия Москвы», «Ветеран труда».
Умер 18 сентября 2007 года после тяжелой продолжительной болезни.